# Kieffer Bellows
Kieffer Bellows, född 10 juni 1998, är en amerikansk professionell ishockeyforward som är kontrakterad till New York Islanders i National Hockey League (NHL) och spelar för Bridgeport Sound Tigers i American Hockey League (AHL). Han har tidigare spelat för Portland Winterhawks i Western Hockey League (WHL); Boston University Terriers i National Collegiate Athletic Association (NCAA) och Sioux Falls Stampede och Team USA i United States Hockey League (USHL).
Bellows draftades av New York Islanders i första rundan i 2016 års draft som 19:e spelare totalt.
Han är son till den före detta ishockeyforwarden Brian Bellows, som gjorde 1 022 poäng på 1 188 matcher samt vann Stanley Cup med Montreal Canadiens för säsongen 1992–1993.

## Statistik
| 2013–2014   | Edina Hornets              |             | 25  | 10 | 17 | 27 | 45  | 5  | 3 | 4  | 7  | 2  |
|             | Team Southwest             |             | 7   | 1  | 2  | 3  | 10  | —  | — | —  | —  | —  |
|             | Metro Southwest            |             | 3   | 6  | 2  | 8  | —   | —  | — | —  | —  | —  |
| 2014–2015   | Sioux Falls Stampede       | USHL        | 58  | 33 | 19 | 52 | 78  | 12 | 9 | 3  | 12 | 12 |
| 2015–2016   | Team USA                   | USHL        | 23  | 16 | 16 | 32 | 41  | —  | — | —  | —  | —  |
|             | U.S. National U18 Team     |             | 62  | 50 | 31 | 81 | 101 | —  | — | —  | —  | —  |
| 2016–2017   | Boston University Terriers | NCAA        | 34  | 7  | 7  | 14 | 40  | —  | — | —  | —  | —  |
| 2017–2018   | Portland Winterhawks       | WHL         | 56  | 41 | 33 | 74 | 63  | 12 | 3 | 10 | 13 | 12 |
| 2018–2019   | Bridgeport Sound Tigers    | AHL         | 73  | 12 | 7  | 19 | 101 | 5  | 2 | 1  | 3  | 0  |
| 2019–2020   | New York Islanders         | NHL         | 1   | 0  | 1  | 1  | 0   | —  | — | —  | —  | —  |
|             | Bridgeport Sound Tigers    | AHL         | 45  | 16 | 8  | 24 | 29  | —  | — | —  | —  | —  |
| NHL totalt  | NHL totalt                 | NHL totalt  | 1   | 0  | 1  | 1  | 0   | —  | — | —  | —  | —  |
| AHL totalt  | AHL totalt                 | AHL totalt  | 118 | 28 | 15 | 43 | 130 | 5  | 2 | 1  | 3  | 0  |
| USHL totalt | USHL totalt                | USHL totalt | 81  | 49 | 35 | 84 | 119 | 12 | 9 | 3  | 12 | 12 |

### Internationellt
| Källa: Uppdaterad: 2020-02-05 | Källa: Uppdaterad: 2020-02-05 | Källa: Uppdaterad: 2020-02-05 |         | Utv = Utvisningsminuter | Utv = Utvisningsminuter | Utv = Utvisningsminuter | Utv = Utvisningsminuter | Utv = Utvisningsminuter |
| År                            | Lag                           | Mästerskap                    | Matcher | Mål                     | Assists                 | Poäng                   | Utv                     |                         |
| ----------------------------- | ----------------------------- | ----------------------------- | ------- | ----------------------- | ----------------------- | ----------------------- | ----------------------- | ----------------------- |
| 2016                          | USA                           | U18                           | 7       | 5                       | 3                       | 8                       | 8                       |                         |
| 2017                          | USA                           | JVM                           | 7       | 2                       | 1                       | 3                       | 6                       |                         |
| 2018                          | USA                           | JVM                           | 7       | 9                       | 1                       | 10                      | 4                       |                         |
| Junior totalt                 | Junior totalt                 | Junior totalt                 | 21      | 16                      | 5                       | 21                      | 18                      |                         |